# Patricia (film, 1923)
Pour les articles homonymes, voir Patricia.
Pour plus de détails, voir Fiche technique et Distribution.
Patricia (Little Old New York) est un film muet américain, réalisé par Sidney Olcott, avec Marion Davies, produit par Cosmopolitan Productions en 1923 et sorti en France en 1925.

## Fiche technique
- Réalisation : Sidney Olcott

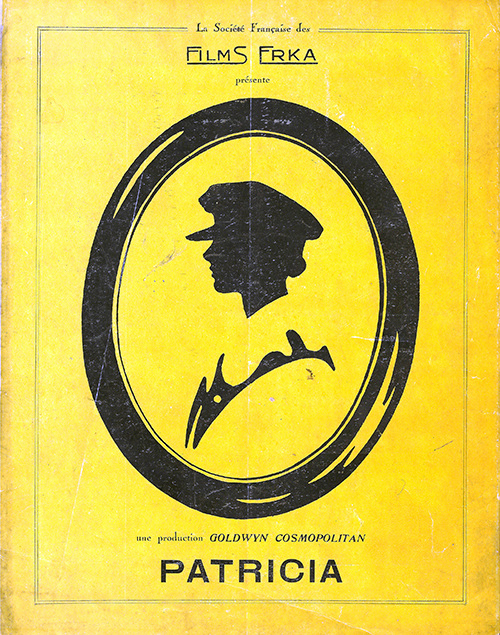
Titre français du film Patricia.

- Scénario : Luther Reed d'après Little Old New York de Rida Johnson Young
- Chef-opérateur : Ira H. Morgan, Gilbert Warrenton
- Décors : Joseph Urban
- Costumes : Gretl Urban
- Production : Cosmopolitan Productions
- Distribution : Goldwyn Pictures (en)-Cosmopolitan Distributing Corp
- Durée : 108 minutes
- Date de sortie : 4 novembre 1923 (New York), 15 mai 1925 (Paris)

## Distribution
- Marion Davies : Patricia O'Day
- Stephen Carr : Patrick O'Day
- J. M. Kerrigan : John O'Day
- Harrison Ford : Larry Delevan
- Courtenay Foote : Robert Fulton
- Mahlon Hamilton : Washington Irving
- Norval Keedwell : Fitz-Greene Halleck
- George Barraud : Henry Brevoort
- Sam Hardy : Cornelius Vanderbilt
- Andrew Dillon : John Jacob Astor
- Riley Hatch : Philip Schuyler
- Charles Kennedy : Reilly
- Spencer Charters : Bunny
- Harry Watson : Bully Boy Brewster
- Louis Wolheim : The Hoboken Terror

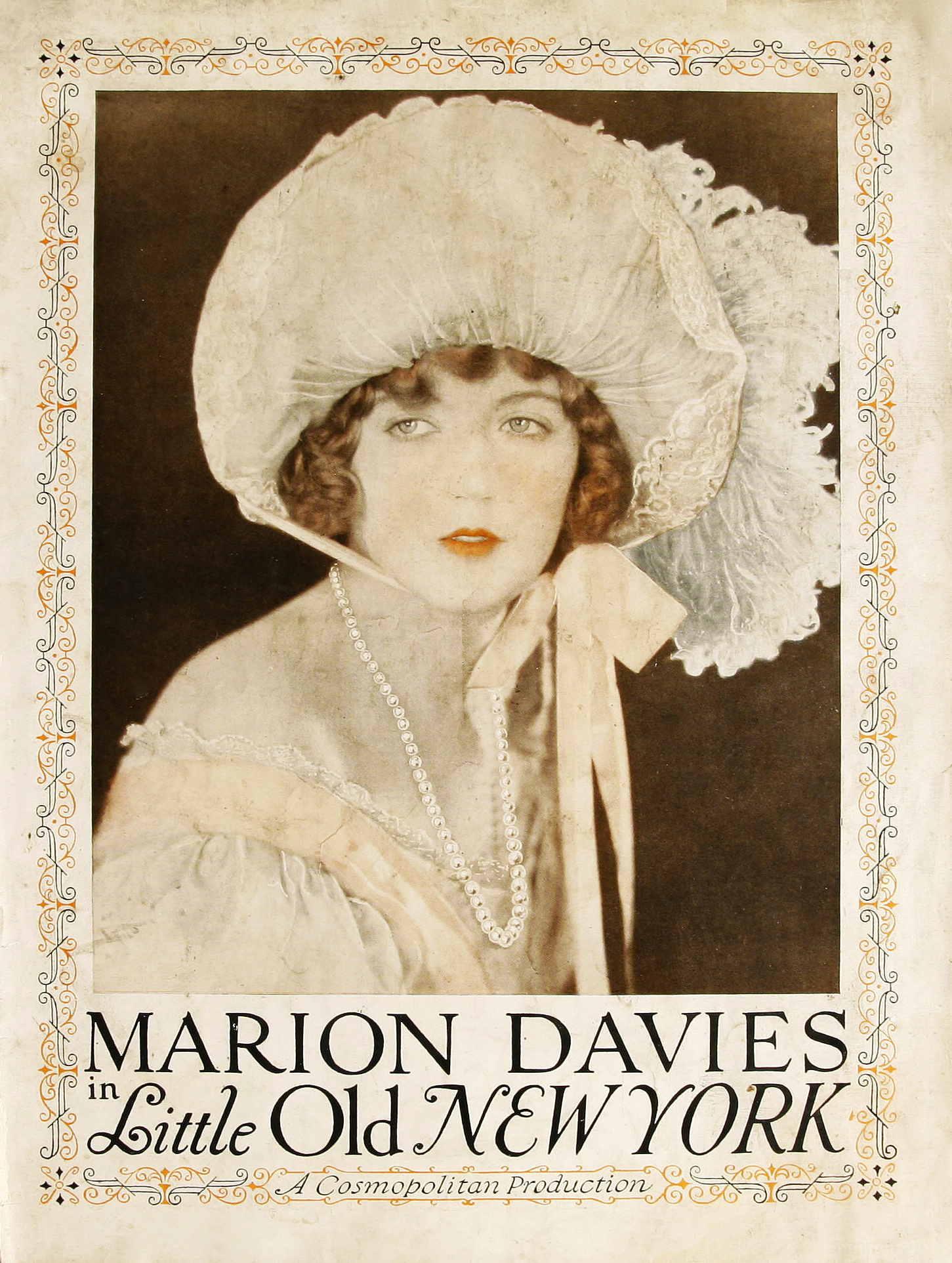
Marion Davis

- Marie Burke : Mrs Schuyler

## Autour du film
Le tournage du film a commencé aux studios Cosmopolitan, dans l'East-Harlem, à New York. Mais après un incendie qui a détruit tous les décors, le tournage s'est poursuivi aux studios Tilford, dans la 44e Rue à Manhattan.
Une copie est conservée à la Bibliothèque du Congrès, à Washington DC.